# (36797) 2000 SK42
2000 SK42 (asteroide 36797) é um asteroide da cintura principal. Possui uma excentricidade de 0.18053630 e uma inclinação de 0.56791º.
Este asteroide foi descoberto no dia 25 de setembro de 2000 por Korado Korlević em Visnjan.